# 항공동맹

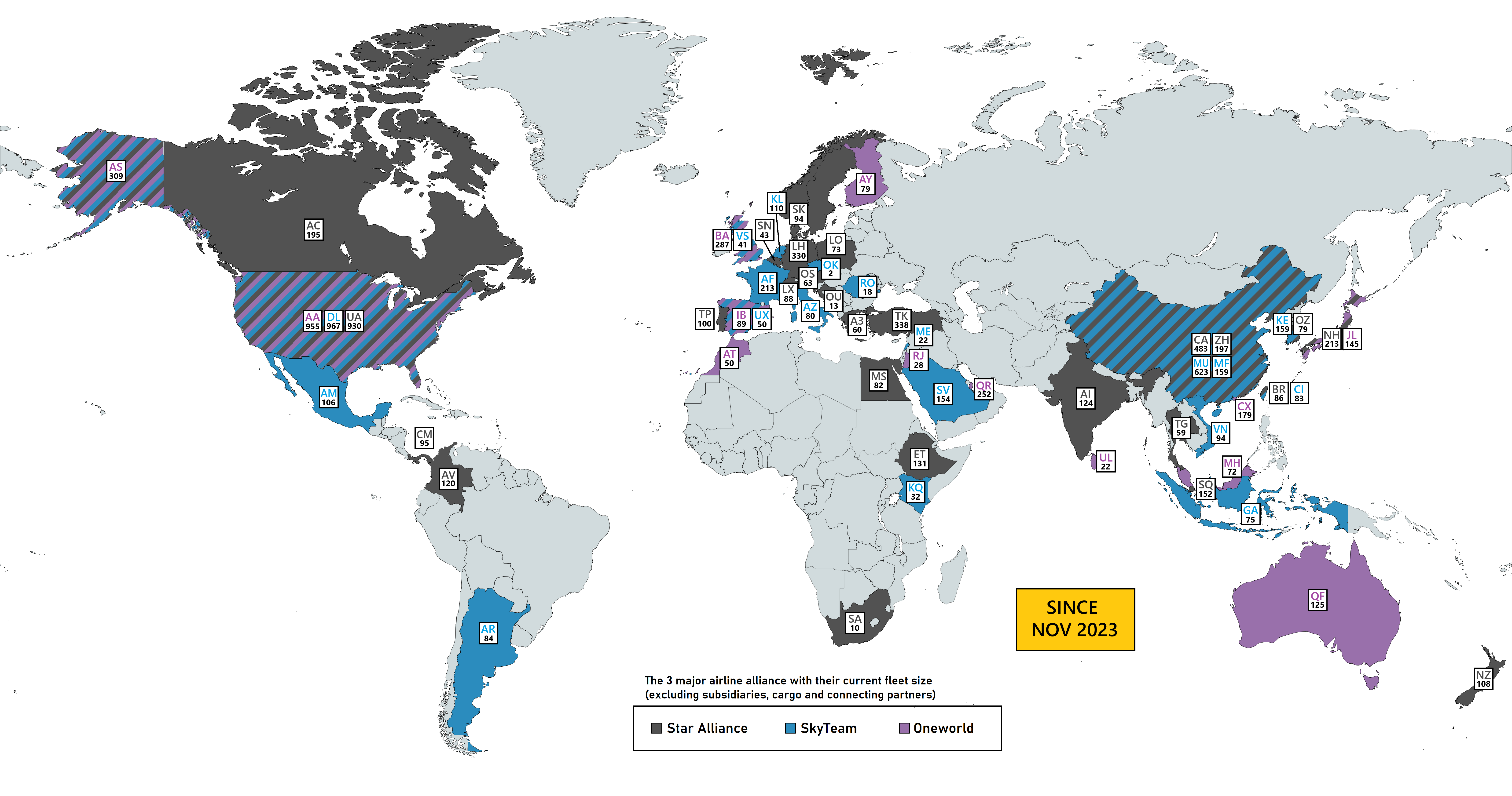
회색: 스타얼라이언스</br>파란색: 스카이팀</br>보라색: 원월드

항공동맹(航空同盟, Airline alliance)은 여러 항공사 간의 연합체를 말한다. 항공사 동맹체 라고도 말한다.

## 장점
항공 동맹은 여러 장점을 제공한다.
- 다양하고 최적화된 항공 운항 계획
- 비용 절감
- 공동운항 : 동맹사편에 승객을 통합하여 운행한다.

여행객들에게도 항공 동맹은 장점이 많다.
- 비용 절감에 따른 운임 할인
- 마일리지 공유(단, 적립이 제한되는 클래스 및 탑승시점 확인은 필수다. 같은 동맹 내라도 항공사마다 적립되는 클래스와 적립율은 다를 수 있다.)

## 주요 항공 동맹
- 스타얼라이언스
- 스카이팀
- 원월드
- 바닐라 얼라이언스
- 유플라이 얼라이언스
- 밸류 얼라이언스